# Yanase (Unternehmen)

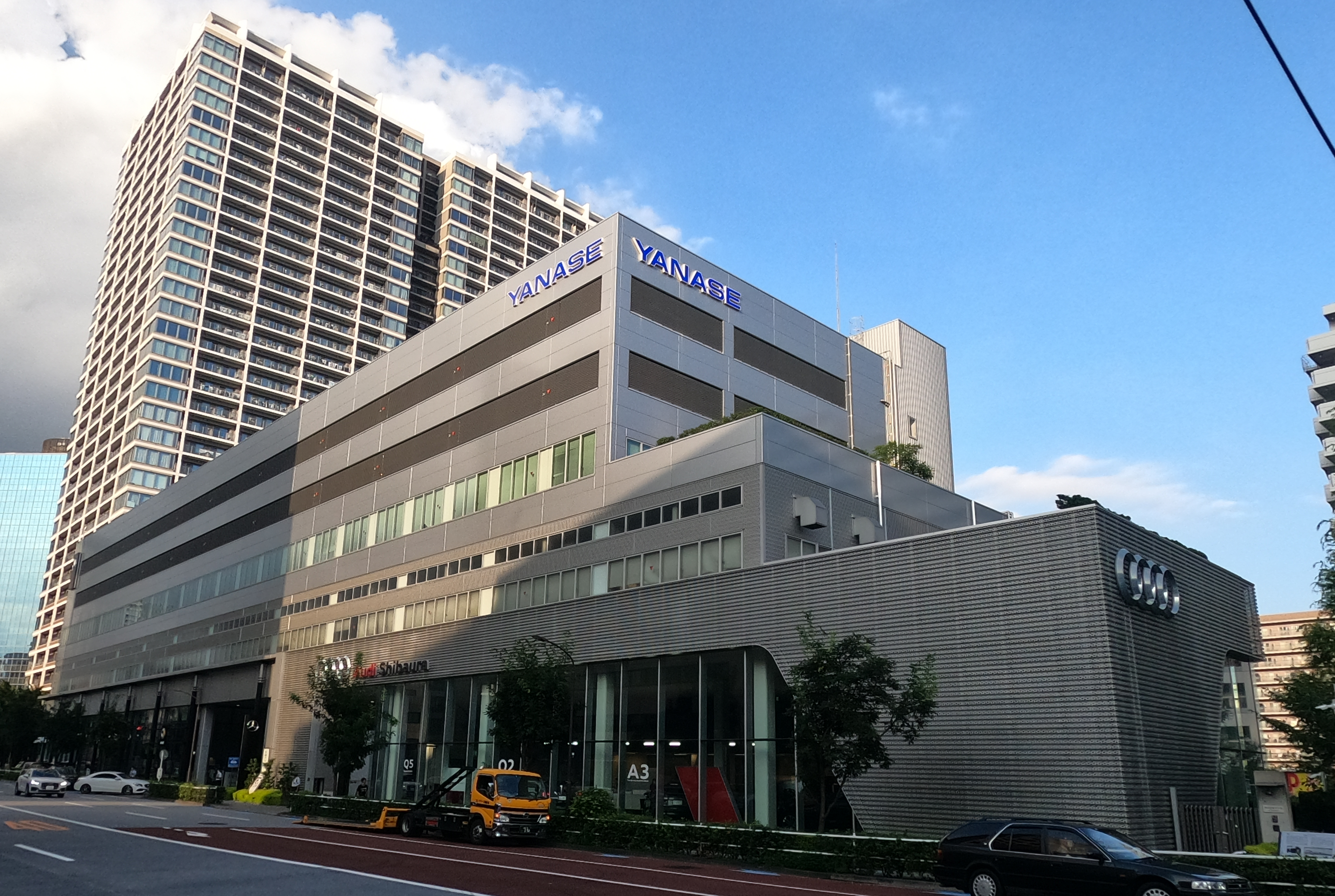
Gebäude von Yanase in Tokio

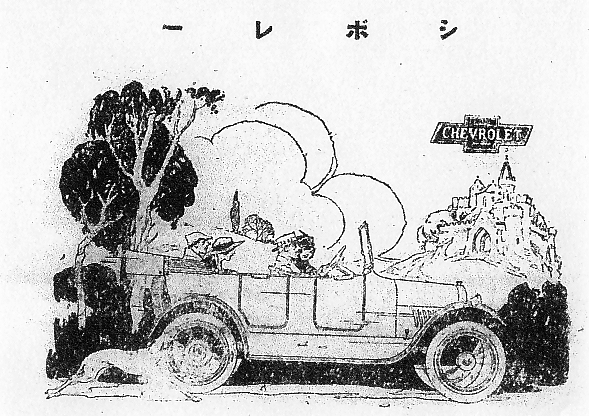
Anzeige für einen Pkw von Chevrolet von 1921

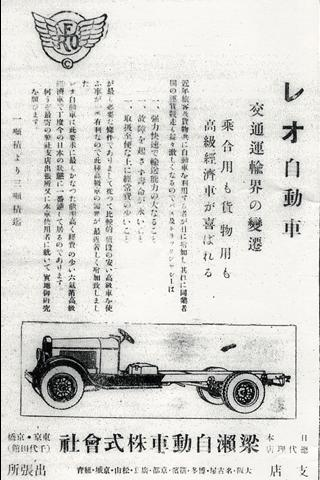
Anzeige für ein Fahrgestell der Reo Motor Car Company von 1929

K.K. Yanase (japanisch 株式会社ヤナセ, Kabushiki-gaisha Yanase, engl. Yanase & Co., Ltd.) ist ein japanischer Fahrzeughändler von Import- und Gebrauchtfahrzeugen. Das Unternehmen gehört zum Konzern Itōchū Shōji.

## Unternehmensgeschichte
Chōtarō Yanase gründete 1915 das „Handelshaus Yanase“ (梁瀬商會, Yanase Shōkai) in Hibiya, Tokio zum Import von Fahrzeugen der Marken Buick und Cadillac sowie Valvoline-Motoröl. 1920 wurden beide Geschäftsbereiche aufgeteilt, wobei am 27. Januar 1920 die Yanase Jidōsha K.K. (梁瀬自動車株式会社, „Fahrzeuge Yanase“) entstand, während der Vertrieb von Motorölen durch die neue Yanase Shōji K.K. (梁瀬商事株式会社, „Handelsgesellschaft Yanase“) übernommen wurde.
1922 wurde mit dem Yanase (ヤナセ号, Yanase-gō) auch ein eigenes Fahrzeugmodell mit ausschließlich in Japan produzierten Teilen hergestellt. Der Aufbau war ein offener Tourenwagen. Hiervon entstanden fünf Fahrzeuge.
Nachdem der Vertrag mit General Motors ausgelaufen war, begann 1927 der Import von Modellen der Marken Fiat, Studebaker, Erskine sowie Trucks von Reo, u. a.
1939 trat der Sohn des Gründers, Jirō Yanase, ins Unternehmen ein, der 1945 das Unternehmen übernahm. Da mit dem Kriegsausbruch 1939 der Fahrzeugimport zum Erliegen kam, wurde die Produktion von Fahrzeugteilen zum Hauptgeschäftsfeld, was sich auch 1941 in einer Umfirmierung als Yanase Jidōsha Kōgyō K.K. (梁瀬自動車工業株式会社) niederschlug, die mit Kriegsende 1945 wieder zurückgenommen wurde.
1949 wurde der Fahrzeugimport mit Import von diversen General-Motors-Markeb wieder aufgenommen, wobei der Vertrieb von Oldsmobile, Pontiac und Chevrolet an andere Unternehmen übertragen wurde, dafür Yanase aber den Exklusivvertrieb von Vauxhall und Bedford für Ostjapan erhielt. Ab 1952 war das Unternehmen Vertriebspartner von Mercedes-Benz, ab 1954 von Volkswagen, ab 1957 des heimischen Herstellers Prince, ab 1960 von Volvo, ab 1967 japanischer Exklusivvertrieb von Audi sowie ab 1968 Vertriebspartner von Chevrolet.
1964 begann das Unternehmen ebenfalls mit dem Vertrieb von Evinrude-/Johnson-Außenbordmotoren und 1970 wurde Flugzeuge von Aero Commander (heute durch das Tochterunternehmen K.K. Aero Kōkū) vertrieben. 1969 erhielt das Unternehmen seinen heutigen Namen. 1974 wurde Yanase exklusiver Vertriebspartner von Continental-Reifen und 1997 von Saab. Vertrieben wurden ebenfalls Modelle von Mercedes-AMG, Chrysler, bis 2001 Renault und Saturn sowie bis 2006 Opel.
Zwischen 1964 und 1965 stellte das Unternehmen das Fahrzeugmodell YX 1200 Sports Coupé her. Die Basis bildete das Fahrgestell vom VW Käfer. Darauf wurde eine Coupé-Karosserie montiert. Auffallend war das durchsichtige Dach. Ein Vierzylinder-Boxermotor mit 1200 cm³ Hubraum trieb die Fahrzeuge an. Der Markenname lautete Yanase. Insgesamt entstanden mehrere Fahrzeuge.
In den 1970er Jahren hatte das Unternehmen 49 Niederlassungen und weitere 233 Händlerstützpunkte für Volkswagen.